# Amasa
Amasa — рід жуків підродини короїдів (Scolytinae) родини довгоносиків (Curculionidae).

## Поширення
Представники роду поширені в Азії, Австралазії та на Мадагаскарі.

## Опис
Дрібні жуки завдовжки 2,5-5 мм. Мешкають у деревині. Будують галерею, яка має вигляд короткого радіального тунелю, що веде до єдиної великої виводкової камери, що проходить в поздовжній площині. Живляться грибками, які вирощують у галереях.

## Види
- Amasa aglaiae
- Amasa amputatus
- Amasa anomalus
- Amasa aspersus
- Amasa banksiae
- Amasa batoerradensis
- Amasa beaveri
- Amasa beesoni
- Amasa bicostatus
- Amasa calamoides
- Amasa circumcisulus
- Amasa cognatoi
- Amasa concitatus
- Amasa consularis
- Amasa cylindriformis
- Amasa darwini
- Amasa dasyurus
- Amasa doliaris
- Amasa eugeniae
- Amasa exactus
- Amasa foveicollis
- Amasa fulgens
- Amasa fuscipilosus
- Amasa geminatus
- Amasa glaucus
- Amasa latetruncatus
- Amasa laticaudatus
- Amasa macarthorum
- Amasa mixtus
- Amasa nakazawai
- Amasa neotruncatus
- Amasa nitidior
- Amasa nobilis
- Amasa opalescens
- Amasa orbicaudatus
- Amasa resecans
- Amasa resectus
- Amasa schlichi
- Amasa sirambeanus
- Amasa striatotruncatus
- Amasa tereticollis
- Amasa thoracica
- Amasa truncatiferus
- Amasa truncatiformis
- Amasa truncatus
- Amasa umbratulus
- Amasa versicolor